# Česká plemenářská inspekce
Česká plemenářská inspekce (ČPI) je správní úřad České republiky podřízený Ministerstvu zemědělství, jehož primární dozorčí činností je kontrolování evidence, označování a plemenitby hospodářských zvířat. Kontrolu evidence a označování mohou vedle ČPI provádět také orgány veterinární správy. Sídlí v Praze a je účetní jednotkou a organizační složkou státu. ČPI vznikla v roce 2001. Zaměstnává 63 osob (k 31. 12. 2023) a ředitelkou úřadu je Ing. Zdenka Majzlíková.

## Působnost ČPI a plemenářského zákona
Působnost ČPI je vymezena zákonem č. 154/2000 Sb., o šlechtění, plemenitbě a evidenci hospodářských zvířat a o změně některých souvisejících zákonů (plemenářský zákon). ČPI se zabývá kontrolováním plnění povinností, které chovatelům a jiným osobám ukládá plemenářský zákon. Jde zejména o kontrolu: 
- evidence – tj. vedení stájového registru a zasílání hlášení do příslušné ústřední evidence,
- označování – tj. zdali chovatel má všechna zvířata označená dle platné legislativy,
- plemenitby – tj. zdali chovatel vede plemenitbu pouze se zapsanými plemeníky a zdali vede záznamy o přirozené plemenitbě.

Plemenářský zákon je široce rozvíjen vyhláškami č. 136/2024 Sb. a č. 448/2006 Sb. Tyto vyhlášky blíže specifikují povinnosti chovatelů a jiných osob a dále provádějí příslušné předpisy Evropské unie. Samotné vyhlášky místy odkazují na nařízení Evropské unie (např. nařízení Komise (EU) 2019/2035), která stanovují specifickou podobu, jež by měly mít ušní známky, průkaz koně, průvodní list skotu apod.